# Luceni
Luceni é um município da Espanha na província de Saragoça, comunidade autónoma de Aragão. Tem 27,15 km² de área e em 2021 tinha 987 habitantes (densidade: 36,4 hab./km²).

## Demografia
| Variação demográfica do município entre 1991 e 2004 | Variação demográfica do município entre 1991 e 2004 | Variação demográfica do município entre 1991 e 2004 | Variação demográfica do município entre 1991 e 2004 |
| --------------------------------------------------- | --------------------------------------------------- | --------------------------------------------------- | --------------------------------------------------- |
| 1991                                                | 1996                                                | 2001                                                | 2004                                                |
| 1089                                                | 1074                                                | 1034                                                | 1048                                                |